# Артадама II
Артадама II (из мит.-арийск., ср. др.-инд. ̥rtá˗dʰāman «тот, чьё пребывание закон») — царь Митанни (середина XIV века до н. э.).
Узурпатор трона. Видимо, был или братом Тушратты, или вообще принадлежал к соперничающей линии царской династии. Практически за Артадаму II правил его сын Шуттарна III.
Артадама II оспаривал власть у правителя Миттани Тушратты, получая поддержку со стороны царя Ассирии Ашшур-убаллита I и Великого царя хеттов Суппилулиумы I. Тушратта не получал помощь из объединенного Египта, что побудило Суппилулиуму I предпринять (в конечном счете неудачную) военную кампанию с целью свержения Тушратты. Несколько лет спустя Артадаме удалось с помощью заговорщиков свергнуть Тушратту и умертвить его. С тех пор большое влияние на ситуацию в Миттани стали оказывать ассирийцы, которые предоставили убежище Шаттивазе, законному наследнику трона, и по его просьбе предприняли кампанию против Артадамы
| Династия царей Митанни   |                                         |                        |
| Предшественник: Тушратта | царь Митанни середина XIV века до н. э. | Преемник: Шуттарна III |